# Wroxham
Wroxham è un paese di 1 532 abitanti della contea del Norfolk, in Inghilterra.